# Kомплекс Електротехничке школе „Михајло Пупин” у Новом Саду
Kомплекс Електротехничке школе „Михајло Пупин” у Новом Саду, чине зграда некадашње Мађарске гимназије у Футошкој улици 17 и зграда некадашње Грађевинске дирекције у Школској улици 4. Заједно представљају непокретно културно добро као споменик културе.

## Зграда у Улица Футошка број 17
Зграда у улици Футошка број 17 излази и на улицу Школску 2, изграђена је 1912. године као мађарска гимназија. Пројекат није пронађен, али су на основу извора могуће претпоставке о два потенцијална аутора, Бела Пакло и Штроб Микша.
Двоспрана зграда је импозантних димензија, основе ћириличног слова П, постављена је уз рубове простране правоугаоне парцеле. Kомпозицију главне фасаде са укупно 17 оса отвора допуњује зидана атика над централним ризалитом и нижа забатна поља, над угаоним. Над средиштем уличног крила доминира снажна пирамидална купола. Распоред ентеријера је у функцији школске установе – широки ходници и учионице у низу. Богата сецесијска декорација присутна је како на фасадама тако и у ентеријеру, а нарочито у пространом степенишном простору и свечаној сали.

## Зграда у улици Школска број 4
Зграда у улици Школска број 4 изграђена је 1921. године као наменска зграда Грађевинске дирекције. Пројектант је био Јурај Николајевич Шретер, а градитељ инжењер Kонстантин Петрович Паризо де ла Валет.
Зграда је слободностојећа, правоугаоне основе са нешто наглашенијим централним делом главне фасаде. Наменски пројектована, изведена је са просторијама у низу и широким ходницима. Угаони ризалити прочеља, над кровним венцем, потенцирани су троугаоним забатима са овалним отворим у средишту поља. Сви вертикални испусти на фасадама ојачани су имитацијом камених квадера.
Најновијом просторном реорганизацијом ове две зграде су функционално повезане тако да формирају један просветни комплекс.